# Rothmans International
Rothmans International PLC war ein britischer Tabakproduktehersteller. Zu seinen Marken gehörten Rothmans, Player’s und Dunhill. Der internationale Hauptsitz befand sich in London, die Aktivitäten wurden von Denham Village, Buckinghamshire, aus geleitet.
Das Unternehmen war an der Londoner Börse notiert und war bis zu seiner Übernahme durch British American Tobacco im Jahr 1999 Bestandteil des FTSE 100 Index.

## Geschichte
Das Unternehmen wurde 1890 von Louis Rothman als kleiner Kiosk in der Fleet Street in London gegründet. Im Jahr 1900 eröffnete Rothman einen kleinen Ausstellungsraum in der Pall Mall, von wo aus er seine berühmte Zigarettenmarke Pall Mall auf den Markt brachte. Die Marke wurde so bekannt, dass König Eduard VII. Rothmans im Jahr 1905 zum königlichen Hoflieferanten ernannte.
Rothmans wurde erstmals 1929 an der Londoner Börse notiert. 1954 erwarb die Rembrandt Tobacco Company eine Mehrheitsbeteiligung an Rothmans. Rembrandt expandierte und erwarb 1958 Carreras, das wiederum 1967 einen Anteil von 51 % an Alfred Dunhill übernahm. In den 1970er Jahren engagierte sich Rothmans im Sponsoring und sponserte 1972 die britische Olympiamannschaft und 1976 die ersten Hong Kong Sevens. Von 1970 bis 2002 sponserten sie außerdem Rothmans Football Yearbook, ein jährliches Fußball-Nachschlagewerk.
In Malaysia war Rothmans eine der beliebtesten Zigarettenmarken. Die Marke erreichte eine solche Bekanntheit, dass einer der Kreisverkehre in Petaling Jaya aufgrund seiner Nähe zum ehemaligen Hauptsitz von Rothmans den Namen „Rothmans Roundabout“ erhielt. Dieser wurde mittlerweile in eine 4-Wege-Kreuzung umgewandelt. Im Jahr 1988 wurde Lord Swaythling Vorsitzender und Geschäftsführer. Im Januar 1996 fusionierten die Rembrandt-Gruppe und Richemont ihre Tabakgeschäfte unter dem Namen „Rothmans International“.
Im Jahr 1999 wurde Rothmans von British American Tobacco übernommen. Die Übernahme führte zur Schließung der Produktionsstätten Rothmans Spennymoor und Darlington im Jahr 2000 bzw. 2001, wobei die Produktion in ein größeres Werk in Southampton verlagert wurde.

## Sponsoring im Motorsport
Rothmans war in den 1980er und 1990er Jahren ein aktiver Förderer des Motorsports.
Von 1982 an unterstützte Rothmans die werksseitigen Porsche-Sportwagenrennen und gewann 1982 die 24 Stunden von Le Mans mit einem 1:3-Sieg mit ihrem Porsche 956. In den 1980er Jahren gewannen sie die Veranstaltung noch drei weitere Male. Rothmans-Porsche gewann 1985 auch die Sportwagen-Weltmeisterschaft, bevor sich das Team 1987 offiziell aus der Meisterschaft zurückzog.
Rothmans war Titel- und Gründungspartner des Rothmans-Porsche Challenge Cup, einer von Jack Christie gegründeten Porsche 944-Einzelmarkenserie, die von 1986 bis 1991 lief.

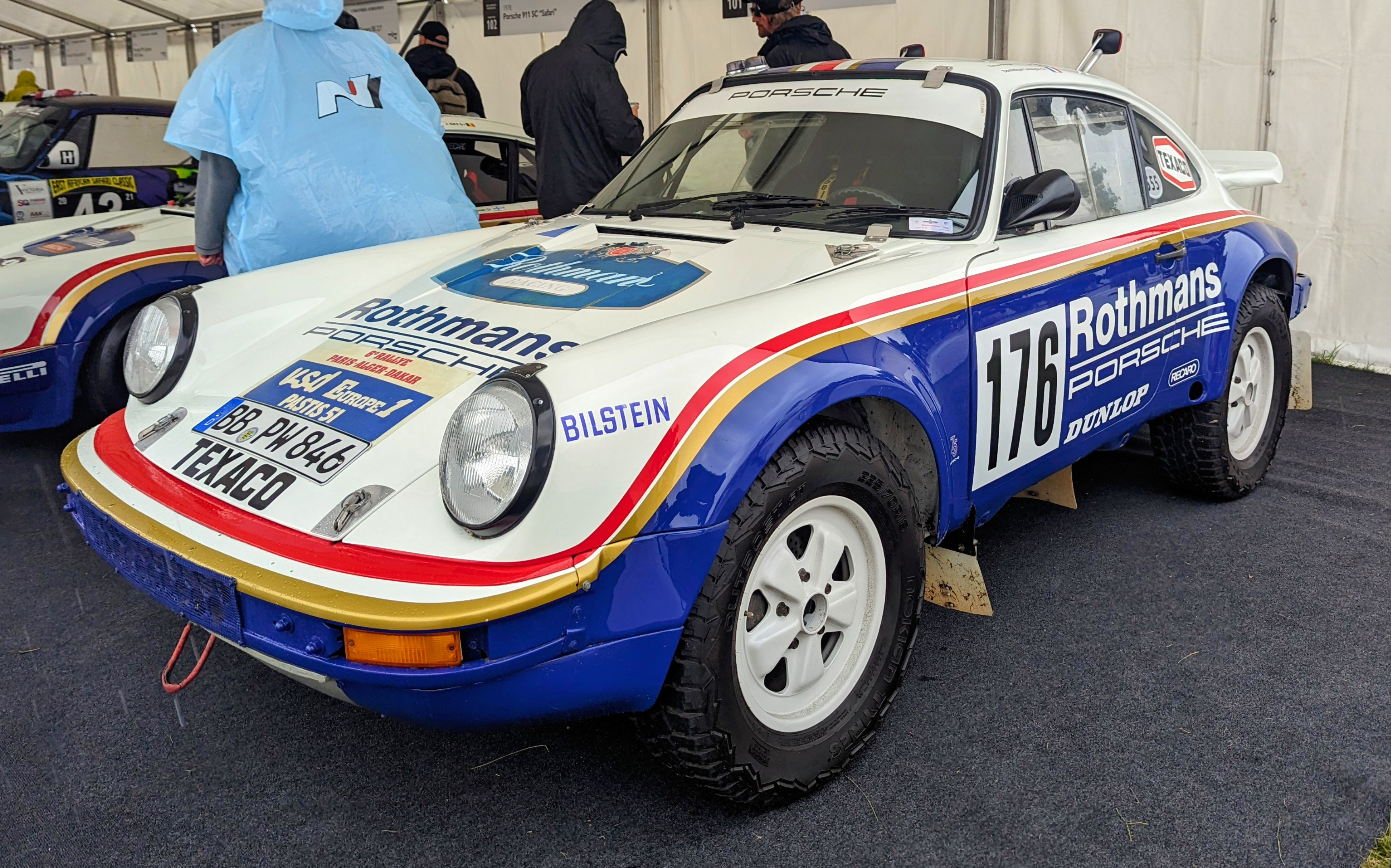
Der Rallye-Porsche 953 für Paris-Dakar mit "Rothmans" als Sponsor

Das Sponsoring von Rothmans erstreckte sich auch auf den Rallyesport, wo sie Walter Röhrls Opel Ascona 400 sponserten, mit dem er 1982 die Rallye-Weltmeisterschaft gewann. Im Jahr 1984 produzierte Porsche speziell für Rothmans das Rallyeauto 911 SC RS, das von David Richards und der neu gegründeten Prodrive (gegründet und geleitet von Ian Parry und David Richards) eingesetzt wurde. Rothmans sponserte auch das siegreiche Porsche-Team bei der Rallye Paris-Dakar 1986. Porsche hat das Modell 911 Dakar wiederbelebt, das im Frühjahr 2023 auf den Markt kommt und als Nachfolger des Rothmans-Elfers beworben wird. Obwohl es einen Allradantrieb hat und geliftet ist, trägt es die gleichen Farben und ähnliche Muster wie das Rothmans-Auto und das Rothmans-Logo an den Seiten. Dieses Logo wurde durch das Logo „Roughroad“ an den Seiten ersetzt. Die Auflage ist auf 2500 Fahrzeuge begrenzt. Es können die ursprünglichen dreistelligen Nummern (#175) verwendet werden oder der Käufer kann eine beliebige dreistellige Nummer wählen. Der Grundpreis liegt bei knapp über $230.000 und eine zusätzliche Anzahl von Optionen kann weit über $100.000 extra kosten.
Porsche verließ den Rallyesport, als die Gruppe-B-Kategorie abgeschafft wurde, und Rothmans übertrug seine Partnerschaft auf das Subaru-Rallyeteam, das ebenfalls von Prodrive (Ian Parry und David Richards) geleitet wurde. Zufälligerweise wurde Richards von Rothmans gesponsert, als er Ari Vatanen bei seinem Erfolg in der Privatfahrer-Weltmeisterschaft 1981 auf einem Ford Escort RS1800 als Beifahrer begleitete. Die Zusammenarbeit mit Prodrive sollte bis 1992 andauern, als das Sponsoring durch die Schwestermarke State Express 555 ersetzt wurde.
Zwischen 1985 und 1993 unterstützte Rothmans das Honda-Werksteam im Grand-Prix-Motorradsport. Danach wechselte Rothmans während der Weltmeisterschaft von 1994 bis 1997 zu Williams Racing. Die Zeit mit Williams wurde jedoch getrübt, als Ayrton Senna, der von einigen als der größte Formel-1-Fahrer aller Zeiten angesehen wird, während des Großer Preis von San Marino 1994 hinter dem Steuer des Rothmans Williams Renault starb. Damon Hill gewann den Titel 1996 und Jacques Villeneuve 1997. Das Sponsoring wurde 1998 auf Winfield, eine andere Schwestermarke, übertragen.
Zwischen 1985 und 1993 unterstützte Rothmans das Honda-Werksteam bei Grand-Prix-Motorradrennen. Danach wechselte Rothmans während der Weltmeisterschaft von 1994 bis 1997 zu Williams. Die Zeit mit Williams wurde jedoch getrübt, als Ayrton Senna, der von einigen als der größte Formel-1-Fahrer aller Zeiten angesehen wird, 1994 beim Großen Preis von San Marino am Steuer des Rothmans-Williams starb. Damon Hill gewann den Titel 1996 und Jacques Villeneuve 1997. Das Sponsoring wurde 1998 auf Winfield, eine andere Schwestermarke, übertragen.
Rothmans war auch der Namenssponsor des australischen Teams Allan Moffat Racing in den ersten Runden der ersten Tourenwagen-Weltmeisterschaft 1987 (das Moffat-Team hatte eine lange Verbindung zu Rothmans, das die Mazda RX-7 des Teams Anfang/Mitte der 1980er Jahre im australischen Tourenwagen-Rennsport über seine Marke Peter Stuyvesant sponserte). Mit einem V8-angetriebenen Holden VL Commodore SS Gruppe A gewannen Teamchef Allan Moffat und Beifahrer John Harvey das allererste WTCC-Rennen, die Monza 500 1987. Später fuhren die beiden das von Rothmans gesponserte Auto bei den 24 Stunden von Spa 1987 auf Platz 4.